# Elephantomyia (Elephantomyia) garrigouana
Elephantomyia (Elephantomyia) garrigouana is een tweevleugelige uit de familie steltmuggen (Limoniidae). De soort komt voor in het Australaziatisch gebied.